# آب‌انبار حاجی محمدرضا
آب‌انبار حاجی محمد رضا مربوط به دوره قاجار است و در شهرستان میبد، خیابان هلال احمر، پشت سالن ورزشی هلال احمر، آب‌انبار حاجی محمد رضا واقع شده و این اثر در تاریخ ۱۴ اسفند ۱۳۸۵ با شمارهٔ ثبت ۱۷۹۰۳ به‌عنوان یکی از آثار ملی ایران به ثبت رسیده است.